# Avigdor Lieberman
Avigdor Lieberman (în ebraică אביגדור ליברמן) (n. 5 iunie 1958, Chișinău, Republica Sovietică Socialistă Moldovenească, URSS, astăzi Republica Moldova) este un politician israelian de dreapta, originar din Basarabia, care, începând din 13 iunie 2021 a fost ministrul de finanțe al Israelului în guvernul de coaliție „pentru schimbare” Bennett-Lapid. Lieberman a fost între anii 2016 -2018  ministrul apărării ,între 2009-2012 ministrul de externe și viceprim-ministru al Israelului, și din nou ministru de externe între noiembrie 2013 - mai 2015. El este deputat în Knesset și lider al partidului "Israel Beytenu" („Israelul - Casa Noastră”) care în anii 2012-2015 s-a unit temporar cu partidul "Likud" condus de premierul Beniamin Netaniahu, creând blocul "Halikud -  Beytenu". Ulterior a trecut în opoziție, refuzând să se mai alăture coalițiilor conduse de Netanyahu. Lieberman a mai îndeplinit în trecut funcțiile de ministru al transporturilor și al infrastructurii, iar între noiembrie 2006 - 2008, în guvernul Ehud Olmert a fost ministru al afacerilor strategice și viceprim-ministru.

## Biografie
Avigdor Lieberman s-a născut la data de 5 iunie 1958 în orașul Chișinău (astăzi în Republica Moldova) ca fiu al lui Esther Markovna și al lui Lev Iankelevici Lieberman. La naștere a primit numele de Evik în cinstea uneia din bunicile sale, Eva. Numele acesta a ajuns să fie înregistrat în documentele personale ca Evet. În Israel a optat pentru numele ebraic Avigdor, fiind cunoscut între familiari și ca Evet, în pronunție engleză. Tatăl, Lev, evreu basarabean, a fost până în 1940 (data anexării Basarabiei de către Uniunea Sovietică) cetățean român și a activat în mișcarea sionistă de tineret "Betar" la București. Întors la Orhei, în Basarabia, după instalarea în România a Statului Național-Legionar, a fost recrutat în timpul celui de-al doilea război mondial în Armata Sovietică, a fost rănit și luat prizonier la 5 iulie 1942 de către germani. Până la eliberarea din captivitate a fost internat, sub un nume fals (care i-a ascuns originea evreiască) în lagărul de prizonieri Kottwitz (azi Chotěvice) din regiunea Sudeților, apoi la Sankt Pölten. Ambii părinți ai lui Avigdor Liberman au fost deportați de regimul stalinist sovietic în Siberia, cu familiile lor. Lev Lieberman a fost arestat și deportat în anul 1949. În anul 1953 s-a căsătorit cu Esther la Taișet în zona Irkuțk.La sfârșitul anului 1955 a fost eliberat din deportare și s-a întors la Orhei. 
Student la Institutul de agronomie din Chișinău, Avigdor Lieberman a lucrat un timp în cadrul Televiziunii din orașul Baku (Azerbaidjan). În anul 1978, la vârsta de 21 ani a emigrat împreună cu familia în Israel, unde și-a îndeplinit stagiul militar obligatoriu, obținând gradul de caporal. A obținut apoi o licență în relații internaționale și științe politice la Universitatea Ebraică din Ierusalim. Pe vremea studenției s-a întreținut din munci ocazionale ca de pildă pe aeroportul Ben Gurion și ca paznic selector la un club de noapte.
În perioada 1983-1988, Lieberman a contribuit la organizarea Forumului Sionist, formație politică a imigranților evrei din URSS  și a fost membru al Consiliului Director al Corporației Economice din Ierusalim și secretar al filialei din Ierusalim al sindicatului Histadrut Ovdim Leumit ("Uniunea Națională a Muncitorilor") legat de partidul Likud. Între anii 1993-1996 a activat în funcția de director general al Partidului Likud, apoi în perioada 1996-1997 a îndeplinit funcția de director general al Cancelariei primului-ministru.
În anul 1999, Avigdor Lieberman a înființat Partidul Israel Beytenu, devenind președintele acestuia și fiind redactor al cotidianului Yoman Israeli. Lieberman a fost ales ca deputat în Knesset-ul (Parlamentul) statului Israel în anul 1999, și a îndeplinit funcția de președinte al Asociației Parlamentare de Prietenie Israel-Republica Moldova.
La data de 15 iulie 2008, președintele Republicii Moldova, Vladimir Voronin, l-a decorat pe Avigdor Lieberman cu „Ordinul de Onoare”, distincție conferită în semn de apreciere a meritelor deosebite în dezvoltarea relațiilor de prietenie și cooperare dintre Republica Moldova și Statul Israel .
Lieberman este căsătorit și are trei copii. El locuiește în prezent în localitatea Nokdim, din deșertul Iudeei. Pe lângă limba ebraică, el vorbește limbile rusă, engleză și română.

## Planul de schimb de populații
La 7 martie 2001, Lieberman a fost numit în funcția de ministru al infrastructurii naționale a Israelului, dar a renunțat la acest post la 14 martie 2002. La 28 februarie 2003 este desemnat din nou ca ministru al transporturilor.
În mai 2004, după valul intens de atentate de teroare perpetrate de arabi palestinieni împotriva cetățenilor Israelului, Lieberman a propus un plan de separare a unora din zonele populate de evrei și arabi, inclusiv arabi israelieni. În conformitate cu acest plan, o parte din orașele cu populație exclusiv arabă din Israel, aflate lângă linia de demarcație cu Cisiordania, ar urma să fie transferate în administrarea Autorității Palestiniene și doar acelor arabi care s-au dovedit a fi loiali statului Israel ar urma să li se permită să rămână în Israel. La data de 30 mai 2004, prim-ministrul Ariel Sharon a criticat propunerea lui Lieberman, declarând că "Noi îi considerăm pe arabii israelieni ca parte a statului Israel". La data de 4 iunie 2004, pe măsură ce disputa a devenit din ce în ce mai intensă, Sharon l-a demis pe Liberman din funcția de membru al guvernului .
Lieberman este liderul Partidului Israel Beytenu ("Casa noastră Israel"), un partid format în majoritate din imigranți din țările fostei Uniuni Sovietice, atrăgând și foști votanți ai Partidului Likud și câțiva druzi israelieni. Susținătorii lui Lieberman au cerut ca arabii care doresc să rămână cetățeni israelieni să treacă printr-o serie de teste de loialitate față de statul Israel . Crescându-și popularitatea și având și aportul specialistului în  relații publice american, Arthur Finkelstein, la campania lui electorală, Partidul Israel Beytenu a obținut 11 locuri de deputat (dintr-un număr de 120) la alegerile parlamentare din martie 2006 pentru Knesset, un mare câștig al formațiunii în cauză. la aceasta a contribuit și sloganul  său adresat vorbitorilor de rusă : "Niet, Niet, Da" (Nu, Nu, Da) ca indicație cum trebuie votați Netanyahu, Olmert și respectiv Lieberman .
În mai 2006 el a solicitat ca politicienii arabi din Israel care au avut contacte cu organizația teroristă Hamas sau care comemorează ziua Nakba celebrată de Autoritatea Natională Palestiniană (care vede în ziua creării statului Israel un dezastru pentru natiunea arabă) în loc de a sărbători ziua independenței statului Israel (Yom Ha'atzmaut) să fie executați. Lieberman i-a comparat pe acești politicieni cu susținătorii politicii naziste din cel de-al doilea război mondial, dintre care unii au fost condamnați la moarte și spânzurați la procesul de la Nürnberg. I s-a atribuit afirmația că arabii israelieni ar trebui "să-și facă bagajele și să se ducă dracului" .
În octombrie 2006, Lieberman și prim-ministrul israelian Ehud Olmert au semnat un acord de coaliție. Ca urmare a acestui acord, Lieberman a devenit viceprim-ministru și ministru al afacerilor strategice, o nouă funcție creată cu scopul de a analiza amenințarea strategică din partea Iranului .

## Planul Liberman
În mai 2004, Liberman a propus un plan, prin care „Triunghiul” populat de arabi din regiunea Wadi 'Ara — care fusese transferat Israelului de către Iordania ca parte a Acordului de Armistițiu din 1949 — ar urma să fie cedat Autorității Palestiniene în schimbul unor zone populate cu evrei de pe malul de vest al Iordanului.
El a argumentat că locuitorii „Triunghiului” sunt arabi care se declară palestinieni și că ar trebui reuniți cu frații lor din Cisiordania ca parte a stabilirii a două entități naționale separate: una pentru israelieni și una pentru palestinieni. Mulți israelieni au văzut în planul lui Lieberman o formă de transfer forțat de populații similar cu propunerile partidelor de extremă dreaptă din Israel: Moledet, Herut (în versiunea nouă și efemeră a lui Michael Kleiner) sau Hayil. Deși planul lui Liberman nu prevede mutarea palestinienilor despre care este vorba, de la casele lor, ci retragerea cetățeniei israeliene odată cu transferarea localităților respective în suveranitatea Autorității Palestiniene.
Planul Liberman, cunoscut și ca „Planul schimbului de populație”, a fost criticat aspru atât de către stânga, cât și de dreapta politică israeliană; de către primii din cauza politicii sale discriminatorii și de către ultimii - și din cauza ideii de a ceda părți din teritoriul Țării lui Israel.
În conformitate cu declarațiile lui Liberman, „Procesul de pace se bazează pe trei ipoteze false: cea după care conflictul israeliano-palestinian este principalul factor de instabilitate în Orientul Mijlociu, cea după care conflictul este teritorial și nu ideologic, și că înființarea statului palestinian bazat pe granițele din anul 1967 va pune capăt conflictului” .

## Popularitate și susținători
Într-un sondaj publicat de către Yedioth Ahronoth la data de 21 septembrie 2006, Liberman a fost cotat cu o susținere mai mare decât orice alt politician, cu excepția lui Netanyahu, pentru a deveni viitorul prim-ministru al Israelului. Olmert s-a clasat abia pe locul al V-lea cu 7% din voturi . Liberman a fost votat de către o treime din mica minoritate dintre druzii de pe Înălțimile Golan care au acceptat cetățenia israeliană . Majoritatea simpatizanților săi sunt israelieni vorbitori de limbă rusă, precum și foști suporteri deziluzionați ai Partidului Likud.

## Declarații anti-arabe
În anul 2002, în timpul celei de-a II-a Intifade, în toiul lungului val de teroare a  atentatelor palestinene împotriva populației civile și a soldaților israelieni, cotidianul israelian Yedioth Ahronoth l-a citat pe Liberman cum la o ședință de guvern a spus că palestinienilor ar trebui să li se dea un ultimatum ca „La ora 8 a.m. noi vom bombarda toate centrele comerciale ale lor...la amiază vom bombarda benzinăriile lor...la ora 2 p.m. vom bombarda băncile lor....” .
În anul 2003, în ziarul Ha'aretz s-a scris că Liberman ar fi cerut ca mii de deținuți palestinieni din închisorile Israelului să fie înecați în Marea Moartă și s-ar fi oferit să pună la dispoziție autobuze care să-i ducă până acolo . În mai 2004, el a spus că 90% din populația de 1 milion de arabi israelieni (care se identifică și ca palestineni) ar trebui "să-și găsească un nou stat arab unde să se mute", în afara granițelor statului Israel. "Ei nu au loc aici. Ei trebuie să-și ia bagajele și să dispară", a afirmat el .
În noiembrie 2006, Liberman a cerut judecarea și executarea oricărui arab membru al Knesset-ului care s-a întâlnit cu reprezentanți ai guvernului palestinian, afirmând că "Al doilea război mondial s-a încheiat cu procesele de la Nürnberg. Conducătorii regimului nazist, împreună cu colaboratorii lor, au fost executați. Sper că aceasta va fi și soarta colaboratorilor din Knesset" .
Ca răspuns, un membru arab al Knesset-ului, dr.Ahmed Tibi, a cerut ca "o anchetă judiciară să fie inițiată împotriva lui Lieberman pentru violarea legii împotriva incitării la ură și a rasismului" . El l-a catalogat pe Liberman ca fiind "un politician foarte periculos și sofisticat care și-a câștigat voturile prin incitarea la ură rasială". Liberman nu a fost găsit vinovat de  de rasism de către procurorul general adjunct al statului Israel, care însă a admis că Biroul Procuraturii protestează față de conținutul declarațiilor lui Liberman. Tibi a protestat cu vehemență la numirea ca ministru a lui Lieberman, descriindu-l ca "rasist și fascist". Ministrul laburist Ophir Pines-Paz, care a demisionat la numirea ca ministru a lui Liberman, a susținut remarcile lui Tibi, spunând că Lieberman a făcut "declarații rasiste și declarații care atentează la caracterul democratic al Israelului" .

## Acordul de coaliție din 2006
La data de 23 octombrie 2006, acordul de coaliție semnat cu Partidul Kadima a plasat coaliția de guvernare și în special Partidul Muncii într-o situație dificilă, exprimându-se multe opinii contrare numirii lui Lieberman ca ministru. Ministrul culturii, sportului, științei și tehnologiei, Ophir Pines-Paz a răspuns afirmând că "un minister al afacerilor strategice este o glumă. Lieberman este el însuși o amenințare strategică", declarând că "Voi face tot ce îmi stă în putere pentru a preveni intrarea acestui partid în guvern" . La data de 29 octombrie 2006, Comitetul Central al Partidului Muncii, totuși, a aprobat intrarea lui Lieberman în guvern. La 30 octombrie 2006, Knesset-ul a votat pentru susținerea intrării lui Lieberman în guvern cu 61 voturi pentru și 38 voturi contra. Ophir Pines-Paz, care a condus campania de opoziție din Partidul Muncii și-a anunțat demisia sa din guvern .

## Ministru al apărării
În luna mai 2016 ca urmare a unor negocieri pentru lărgirea coaliției guvernamentale conduse de Binyamin Netanyahu, Lieberman a consimțit să se alăture acestui guvern. El a fost numit ministru al apărării, iar colega sa de partid, Sofia Lanwer a reprimit portofoliul integrării imigranților pe care l-a mai deținut în trecut. În scopul alăturarii partidului său, Israel Beytenu la guvern, Netanyahu a acceptat condiția pusă de Liberman de creștere a pensiilor de bătrânețe și de urmași. Potrivit cu „legea norvegiană”, Lieberman și-a încetat pe durata șederii sale în  guvern, activitatea de deputat în Knesset.

## Funcții publice în Israel
Avigdor Liberman a deținut următoarele funcții publice:
- deputat în Knesset din partea Partidului Israel Beitenu (1999-2003 și 2006-2016)
- ministrul infrastructurii naționale (7 martie 2001 - 14 martie 2002)
- ministrul transporturilor (28 februarie 2003 - 6 iunie 2004)
- viceprim-ministru și ministru al afacerilor strategice (30 octombrie 2006 - ianuarie 2008)